# Bộ Suyễn (舛)
Bộ Suyễn, bộ thứ 136 có nghĩa là "sai suyễn" là 1 trong 29 bộ có 6 nét trong số 214 bộ thủ Khang Hy.
Trong Từ điển Khang Hy có 10 chữ (trong số hơn 40.000) được tìm thấy chứa bộ này.

## Tự hình Bộ Suyễn (舛)

Đại triện
Tiểu triện

## Chữ thuộc Bộ Suyễn (舛)
| Số nét bổ sung | Chữ       |
| -------------- | --------- |
| 0              | 舛/xuyễn/ |
| 6              | 舜/thuấn/ |
| 7              | 舝/hạt/   |
| 8              | 舞/vũ/    |